# Elif Elmas
Elif Elmas (en macedoni: Елиф Елмас) (Skopje, 27 de setembre de 1999) és un futbolista macedoni. Juga com a migcampista i el seu actual equip és el RB Leipzig.

## Trajectòria

### Rabotnički
Elmas va començar la seva carrera en les categories inferiors del FK Rabotnički. El 2015 va tenir un breu pas pel SC Heerenveen neerlandès. Després va tornar al FK Rabotnički. La temporada 2015-16 va debutar a la Primera Divisió de Macedònia del Nord, i la temporada 2016-17 es va convertir en un jugador clau en el seu club, ja que va realitzar al llarg de la temporada 6 gols, sent una de les sensacions del campionat macedoni, i tot als 17 anys.

### Fenerbahçe
El juliol de 2017, Elmas va fitxar pel Fenerbahçe SK de la lliga turca. Va debutar amb el seu nou club el 7 d'agost de 2017 en un partit amistós contra el Cagliari Calcio italià.
Va debutar de forma oficial amb el club turc el 28 de gener de 2018, entrant en el minut 64, en un partit de la Superliga de Turquia davant el Trabzonspor. El seu primer partit com a titular es va produir el 31 de gener de 2018 en la Copa de Turquia davant el Giresunspor, en el qual a més va donar una assistència.

### Nàpols
La nit del 22 de juliol de 2019, el Fenerbahçe SK va comunicar, a través de les xarxes socials, que havia arribat a un acord per al traspàs d'Elmas al Nàpols de la Serie A.

## Internacional
Elif Elmas és internacional amb la selecció de futbol de Macedònia del Nord sub-17, amb la sub-19 i amb la sub-21. En 2017 va ser convocat amb la selecció sub-21 per disputar l'Eurocopa Sub-21 de 2017. En el seu debut, Macedònia del Nord va caure derrotada per 5-0 davant Espanya, amb un destacat Marco Asensio que va marcar un hat-trick.
Amb la selecció absoluta hi va debutar l'11 de juny de 2017 en un partit de classificació per al Mundial 2018 enfront de la selecció de futbol d'Espanya.

## Palmarès
SSC Napoli
- 1 Serie A: 2022-23[4]
- 1 Copa italiana: 2019-20